# Katherine Zappone
Katherine Zappone est une femme politique irlandaise née le 25 novembre 1953 dans l'État de Washington (États-Unis). Elle est sénatrice entre mai 2011 et février 2016, lorsqu'elle y est nommée par le Taoiseach Enda Kenny. Elle est ensuite députée de 2016 à 2020 et ministre de l'Enfance et de la Jeunesse depuis le 6 mai 2016.
Zappone est la première femme ouvertement lesbienne du Parlement irlandais. Elle se fait connaître lors de la procédure judiciaire et fiscale, connue sous le nom de « dossier KAL », pour la reconnaissance de son mariage avec Ann Louise Gilligan ainsi que pour son implication dans le référendum irlandais de mai 2015 sur la reconnaissance du mariage homosexuel.

## Biographie
Zappone suit des études en théologie et éducation au Trinity College de Dublin.
En 2001, Zappone est nommée à la commission des droits de l'homme d'Irlande. Elle est aussi directrice exécutive du Conseil national irlandais des femmes (National Women's Council of Ireland) et fondatrice, avec Gilligan, de l'association caritative An Cosán.
Zappone et Ann Louise Gilligan, en couple depuis 1981, se marient à Vancouver au Canada en septembre 2003. En Irlande, elles demandent la reconnaissance de leur mariage pour faire une déclaration fiscale commune. En octobre 2004, la Haute cour d'Irlande les autorise à porter l'affaire devant la justice,,. Le procès a lieu en octobre 2006 et en décembre la cour confirme que dans la constitution irlandaise, un mariage est conçu comme une relation entre un homme et une femme. Leur mariage n'est donc pas reconnu en Irlande. Elles font appel devant la cour suprême d'Irlande en 2007. Leur dossier est entendu en 2012.
En mai 2011, le secrétaire-général du Parti travailliste irlandais Eamon Gilmore la recommande officiellement auprès du Taoiseach Enda Kenny pour rentrer au Seanad Éireann.
Depuis mai 2016, elle est ministre de l'Enfance et de la Jeunesse dans le 32e Dail.